# Phasmasaurus maruia
Espèce
Synonymes
- Lioscincus maruia Sadlier, Whitaker & Bauer, 1998

Statut de conservation UICN

 EN B1ab(i,ii,iii)+2ab(i,ii,iii) : En danger
Phasmasaurus maruia est une espèce de sauriens de la famille des Scincidae.

## Répartition
Cette espèce est endémique de la province Nord en Nouvelle-Calédonie.

## Publication originale
- Sadlier, Whitaker & Bauer, 1998 : Lioscincus maruia, a new species of lizard (Reptilia: Scincidae) from New Caledonia, Southwest Pacific. Pacific Science, vol. 52, no 4, p. 334-341.